# 어라운드어스 엔터테인먼트
어라운드어스엔터테인먼트(영어: Around US ENTERTAINMENT)는 대한민국의 연예기획사이다. 2016년 12월 9일 설립되었으며, 2016년 12월 16일 회사 설립을 공식 발표했다. 비스트 원년 멤버이기도 한 하이라이트 멤버들이 직접 설립하였다.

## 현재 소속 연예인
- 하이라이트(비스트)
  - 윤두준, 양요섭, 이기광, 손동운
  - 에이핑크 (걸그룹)

## 이전 소속 연예인
- 용준형 (하이라이트 전 멤버)